# Latorica

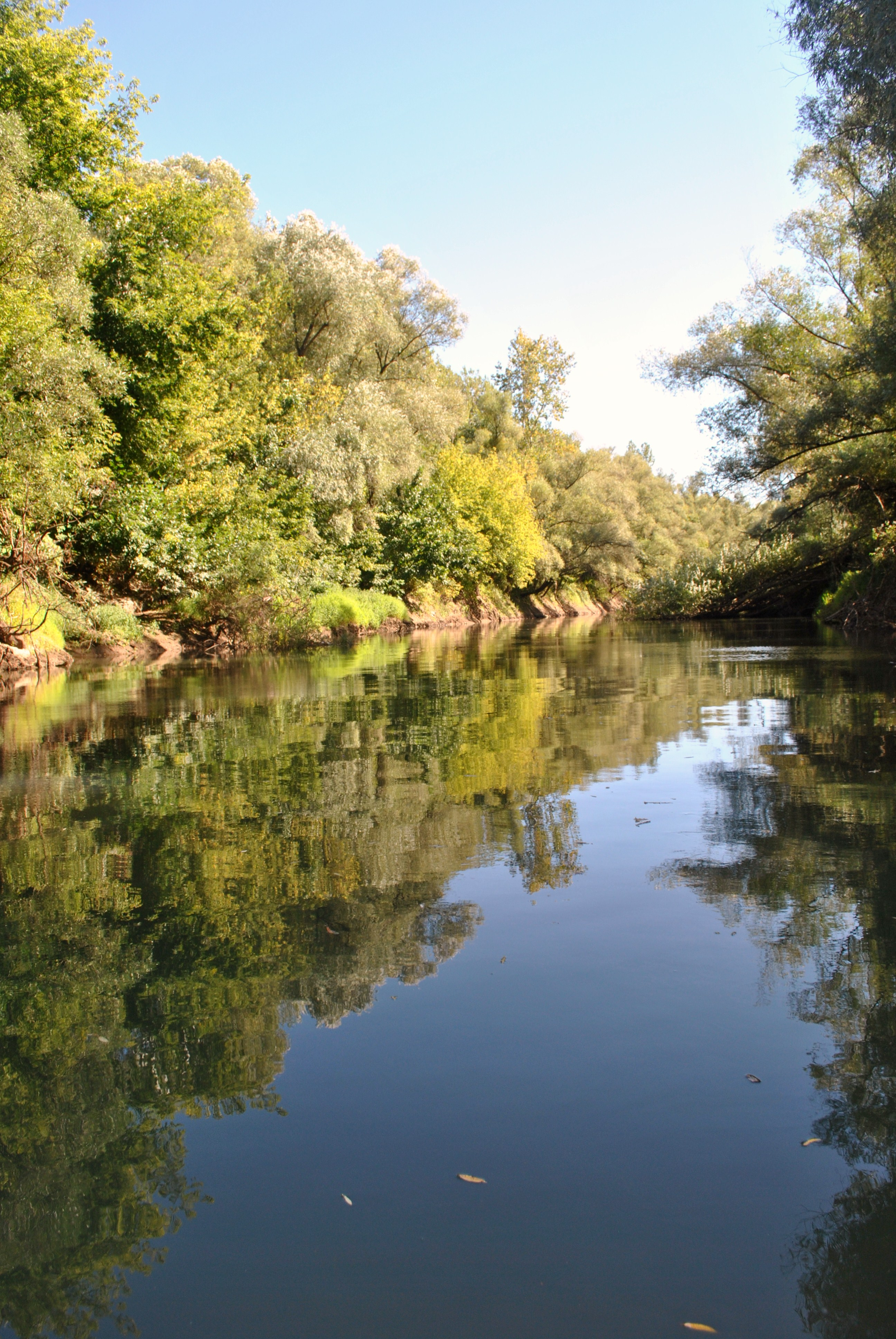
Údolí řeky Latorici a lužní lesy.

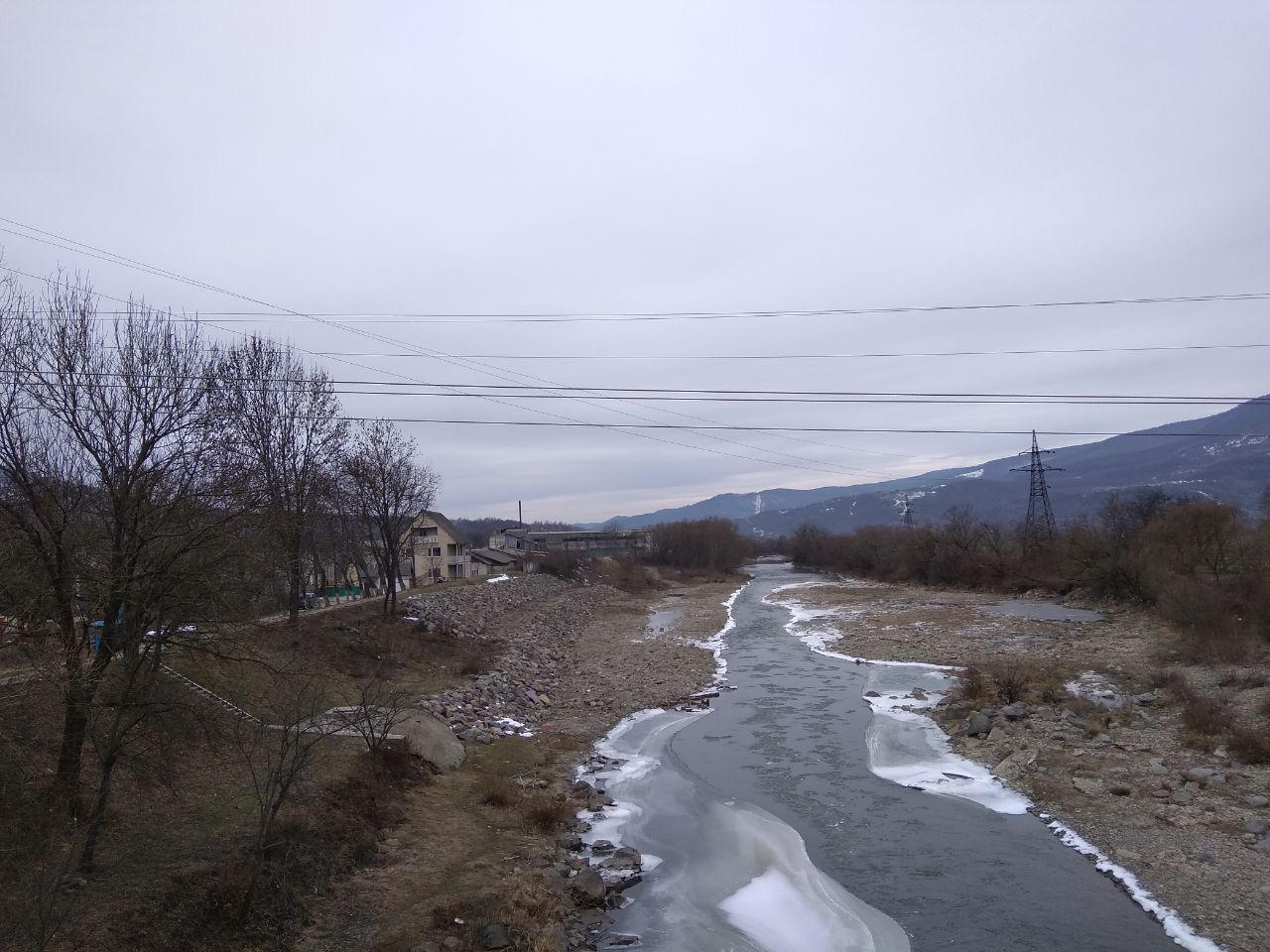
Řeka Latorica ve Svaljavě, pohled v zimě.

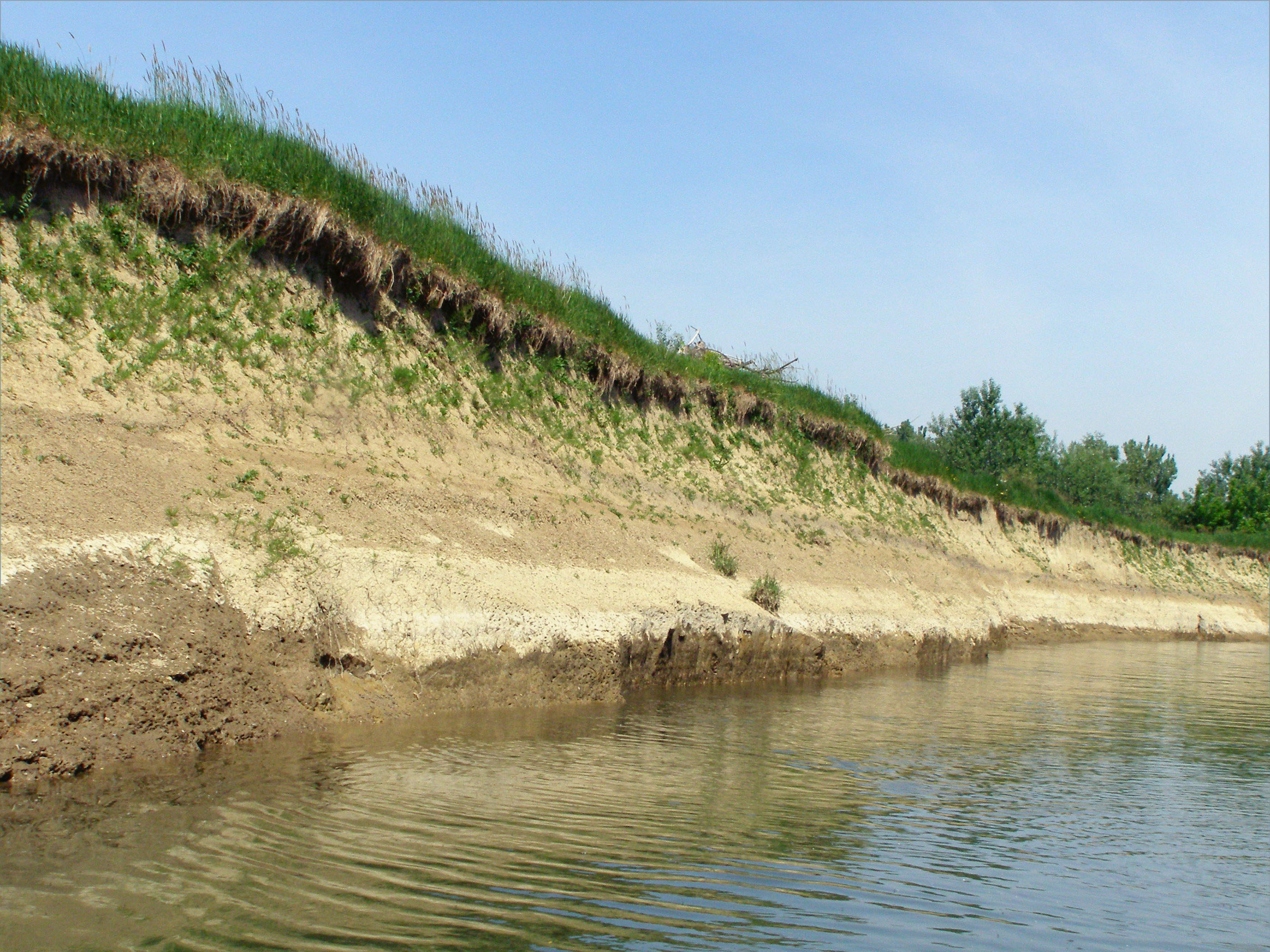
Řeka Latorica vymílající břehy.

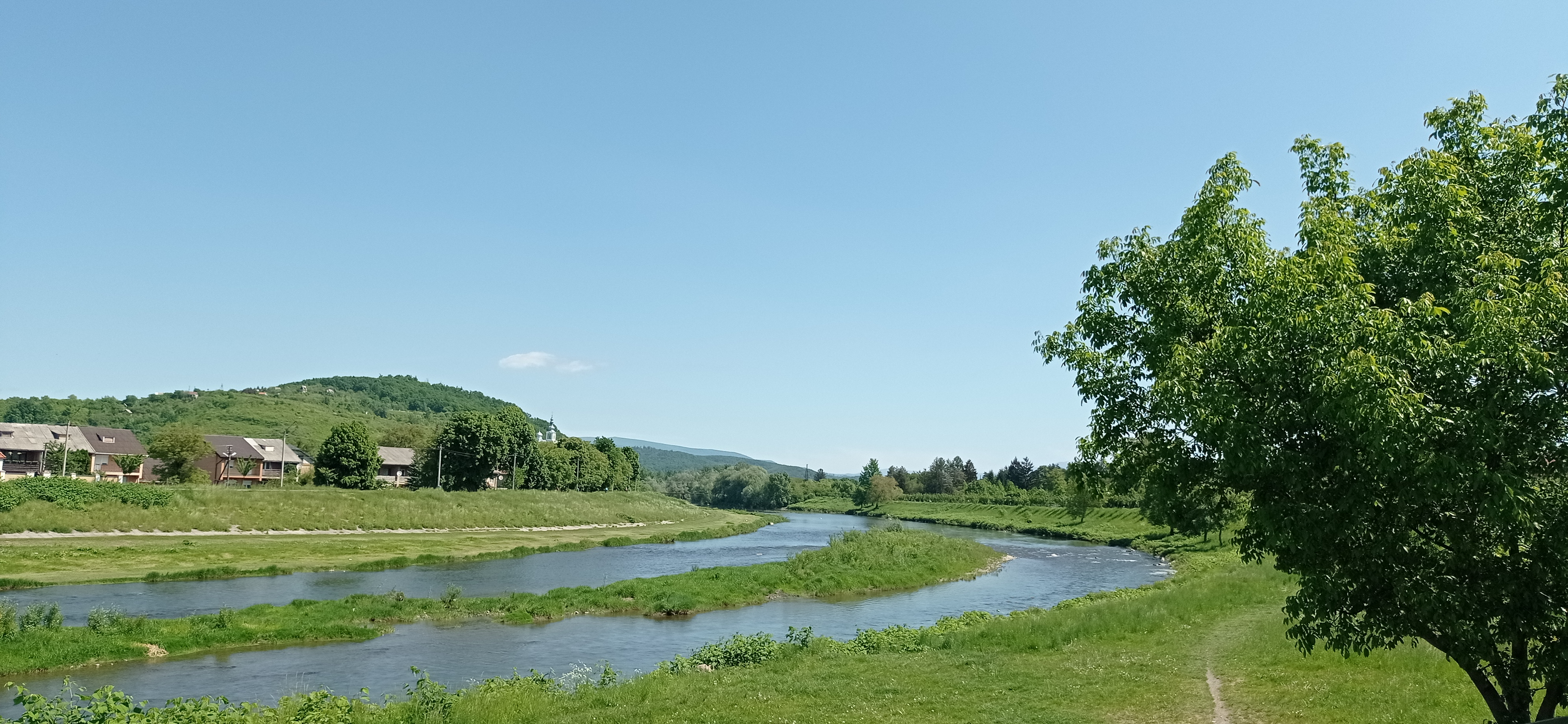
Řeka Latorica v Mukačevě.

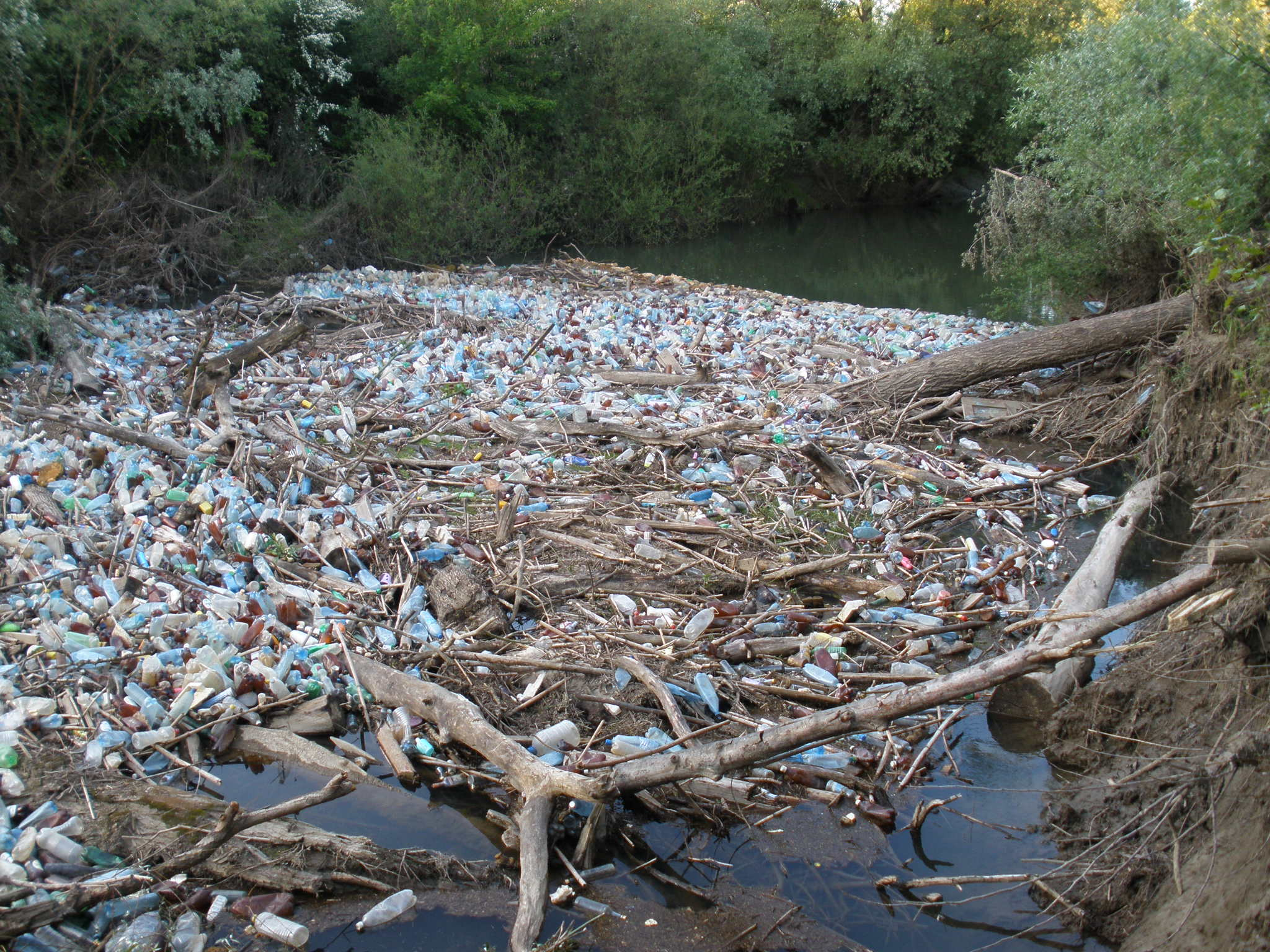
Znečištění řeky odpadem.

Latorica (ukrajinsky Латориця / Latoryc’ja, maďarsky Latorca, rusky Латорица) je řeka na západní Ukrajině a na jihovýchodním Slovensku. Spolu s Ondavou vytváří na soutoku řeku Bodrog, který teče dále na území Maďarska. Má celkovou délku 188 kilometrů, odvodňuje území s plochou 7700 km², přičemž na území Slovenska měří 38 km a plocha jejího povodí činí 2486 km². 
Průměrná šířka řeky činí 20–25 m a hloubka může dosahovat na některých místech až pět metrů.

## Vodní režim
Dlouhodobý průměrný průtok činí 32 m³/s (nedaleko města Veľké Kapušany) a 86,8 m³/s v oblasti soutoku s Ondavou. Záplavy bývají časté; vyskytují se v podstatě každý rok.
Na ukrajinském území se nacházelo v roce 2010 celkem deset měřících stanic, které měřily hladinu a průtok řeky.

## Průběh toku

### Ukrajina
Řeka pramení na Ukrajině pod názvem Latoryc´a, ve Východních Karpatech, v geomorfologickém celku Polonyns'kyj chrebet, jižně od Vereckého průsmyku. 
Od pramene teče nejprve na západ k vesnici Latirka a potom jižním směrem až k obci Nyžni Vorota, odtud pokračuje na západ a u vesnice Ždenijevo přibírá potok Ždenijevka. Jako horská bystřina velmi rychle klesá. Odtud teče na jih hlubokým horským údolím, které vede až po město Svaljava. V horské části svého toku se v blízkosti řeky nachází řada minerálních pramenů.
Ze zmíněné Svaljavy potom směřuje na jihozápad; údolí je zde již široce otevřené (Svaljavská kotlina) a řeka tudy teče dále do Mukačeva, kde je jeho hlavním vodním tokem. Protéká etnografickým regionem Doliňane.
V Mukačevu ji překonává několik mostů (Dopravní most, Centrální most, Palanokský most). Tady rovněž vstupuje do Panonské, resp. Zakarpatské nížiny. Zde se mění v nížinou meandrující řeku s řadou slepých ramen obklopenou typickými lužními lesy. Od vesnice Velyiki Lučky je nicméně několik kilometrů vedena v regulovaném korytě, než opět vstupuje do koryta přirozeného, které obklopují chráněné lužní lesy. V této podobě vede až po město Čop, kde prochází přes státní hranici.

### Slovensko
Na slovenském území je typicky nížinnou řekou, kde vytváří velké množství meandrů, slepých ramen i říčních ostrovů. Protéká přes CHKO Latorica, územím lužních lesů a podmáčených luk.
Na území Slovenska vstupuje na Východoslovenské rovině na rozhraní katastrálních území obcí Ptrukša a Boťany. Zde je zcela regulována; původní koryto je odděleno a ponecháno stranou spolu s lužním lesem. Nejprve teče severozápadním směrem, jižně od obce Čičarovce se stáčí na západ a přibližně od soutoku s Laborcem (95,0 m n. m.) pokračuje na jihozápad. S Ondavou se spojuje severoseverovýchodně od obce Zemplín (94,5 m n. m.) a dále pokračuje jako řeka Bodrog. 
Jižní stranu koryta řeky doplňuje protipovodňový val, který se táhne již od ukrajinské hranice. Jižně od něj se dříve nacházel vodní tok Tica, dnes již zaniklý. Také se zde rozkládá Oborínský luh.
Latorica protéká Východoslovenskou nížinou vyzdvihnutým agradačním valem a po obou stranách vytvořila mohutnou říční nivu. Na jih od ní se nachází Latorická rovina, severně pak Kapušianske pláňavy. V prostoru mezi řekami Laborec, Latorica a Ondava se rozkládá Malčická tabule.

## Historie
Údolí řeky Latorici bylo osídleno již od dávnověku. V roce 1241 zničil vesnice v jejím údolí v Karpatech mongolský vpád.
Voda z Latorici byla přiváděna kanály k příkopu okolo hradu/zámku Palanok, který leží jižně od Mukačeva. Doloženy jsou mlýny ve středověku na řece, resp. na jejím horním toku.
Mapy prvního vojenského mapování z konce 18. století poukazují na rozsáhlý lužní les, který se táhl od města Mukačevo směrem na západ až po soutok s Bodrogem. Řadou postranních ramen přetékala voda i do řeky Tisy. Jednalo se o tzv. Černý močál, pozůstatek dávného jezera nebo moře. V polovině 19. století byl les severně od vesnice Veliky Lučky částečně vykácen, vznikla zde nová pole a řeka byla svedena do regulovaného koryta, které bylo maďarsky označované jako Latorczai csatornya. Redukce místních lužních lesů a získávání zemědělské půdy se však v závěru 19. století zastavilo a probíhalo až v první polovině století následujícího. Další kanalizace řeky však s výjimkou krátkého úseku neprobíhala. Zregulován byl nicméně tok alespoň skrz Mukačevo. Ani na území dnešního Slovenska nedošlo k významnějším úpravám. Výjimkou byla pouze oblast okolo Zemplína, kde byl vodní tok napřímen zhruba od vesnice Brehov až po soutok.
Před druhou světovou válkou a poté v druhé polovině 60. let 20. století vznikly okolo Latorici protipovodňové valy. V roce 1940 postihla údolí Latorici rozsáhlá povodeň.
O téměř padesát let později, v roce 1998 došlo na řece Latorici opět k velké povodni.
Na konci 20. století a v prvních dekádách 21. století bylo ale zásadním probémem řeky Latorici také znečištění, např. plasty a odpadem. Jedná se o otázku mezinárodního charakteru, neboť většinou odpadky putují z území Ukrajiny přes hranici na Slovensko a dále do Maďarska. Vláda v Budapešti již proti tomuto protestovala. V postsovětské době došlo také k zanesení řady melioračních kanálů, což způsobuje zvýšené riziko povodní v místech, která byla v minulosti odvodněna.

## Přítoky
Nejvýznamnějšími přítoky jsou na Ukrajině zleva Viča a zprava Mala Latorycja a Slatyna, na Slovensku pak pravostranný Udoč a Laborec. Na slovenské straně řeka neprotéká přes žádnou obec, avšak její koryto křižuje několik vodních kanálů (např. Ptrukšianský kanál zprava, Leleský kanál zleva a jiné). Koryto Latorice zároveň tvoří hranici mezi slovenskými okresy Michalovce a Trebišov.
Její říční koryto bylo v minulosti upravováno bagrováním a budováním ochranných hrází a poldrů, čímž bylo zčásti vytvořeno koryto nové. V oblasti Ptrukše a Veľkých Kapušan se v současnosti těží zemní plyn.

## Ochrana přírody
Na slovenském území se nachází Chráněná krajinná oblast Latorica, která zahrnuje především plochu lužních lesů a bývalých slepých ramen řeky. K mokřadům mezinárodního významu Ramsarské úmluvy byla v roce 1993 přidána oblast na Slovensku o rozloze 44,05 km², v blízkosti hranice s Ukrajinou. Ramsarská lokalita je součástí chráněné krajinné oblasti Latorica o rozloze 232 km².
Rizikem zde je nelegální těžba dřeva, ke které dochází čas od času.
Na ukrajinském území je dolní tok chráněn jako součást Pritisanského regionálního krajinného parku. V blízkosti pramene Latorici se nachzází Národní park Bojkivščina, který částečně zahrnuje i koryto řeky. 

## Doprava
Řeka není splavná, nicméně její koryto slouží především v horách jako přirozená dopravní tepna. Je zde vedena celá řada silničních komunikací. Na horním toku je to např. silnice z Vereckého průsmyku do Svaljavy a Mukačevo; od Svaljavy níže je potom v údolí řeky vedena železniční trať Lvov – Stryj – Čop. Na slovenské straně je vlivem podmáčeného okolí řeky Latorica zcela bez jakéhokoliv dopravního významu; po protipovodňovém valu je ale vedena cyklostezka.

## Zajímavosti
Podle řeky se jmenuje také ukrajinský potravinářský podnik., jehož vlastníkem byla společnost Kostelecké uzeniny.